# جيمي سنيدون
جيمي سنيدون (بالإنجليزية: Jamie Sneddon)‏ هو لاعب كرة قدم بريطاني في مركز حراسة المرمى، ولد في 6 سبتمبر 1997 في إدنبرة في المملكة المتحدة. لعب مع هارت أوف ميدلوثيان.